# Ignacy Krzemień

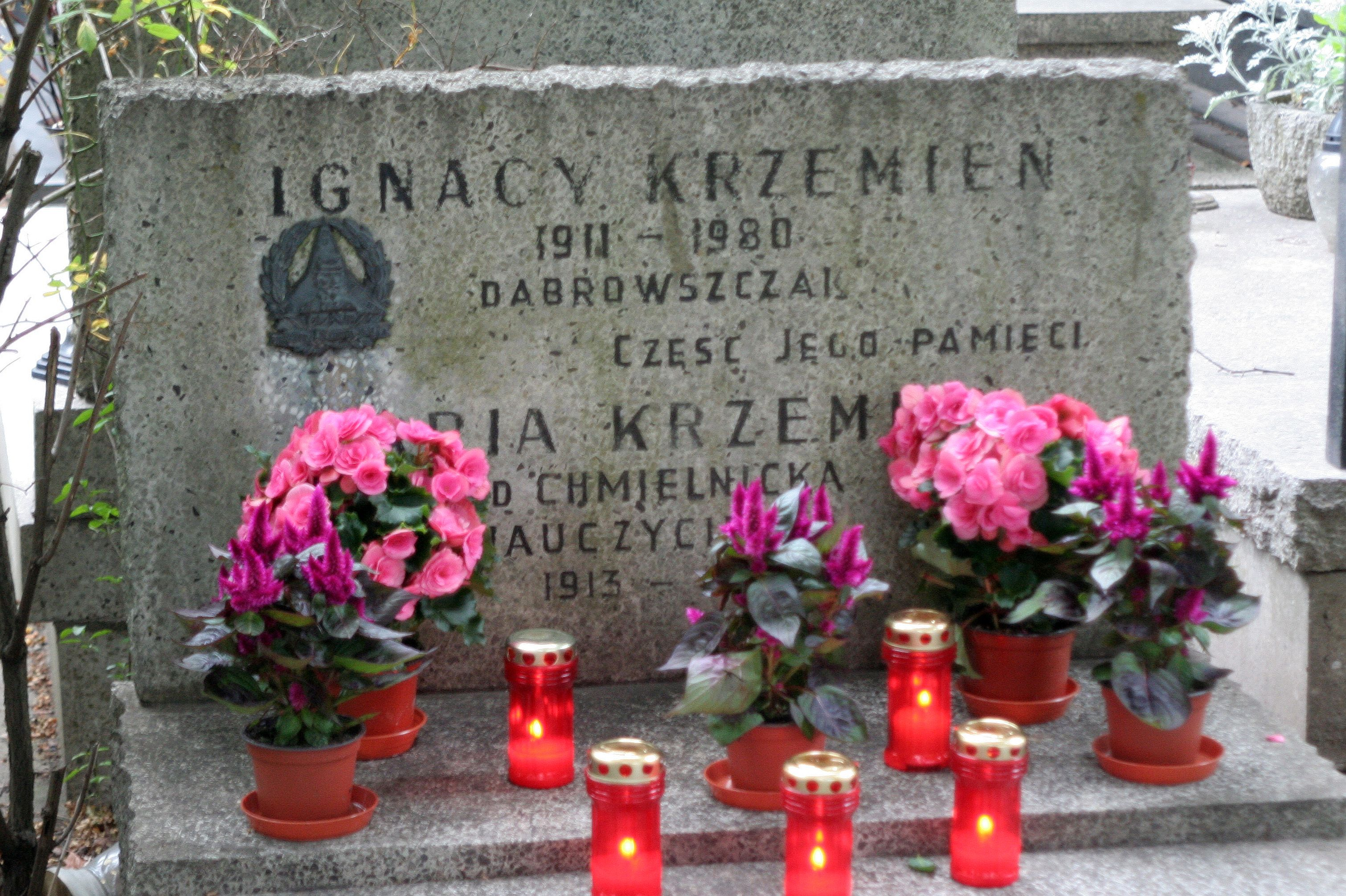
Grób Ignacego Krzemienia na Cmentarzu Wojskowym na Powązkach w Warszawie

Ignacy Krzemień, właśc. Isaak Feuerberg (ur. 2 lutego 1911 w Drohobyczu, zm. 11 lipca 1980) – pułkownik Sił Zbrojnych Polskiej Rzeczypospolitej Ludowej, tłumacz z języka bułgarskiego. 
Jako komisarz polityczny uczestnik hiszpańskiej wojny domowej 1936–1939. Od sierpnia do grudnia 1945 z-ca szefa II Oddziału Głównego Zarządu Informacji LWP, szef II Oddziału GZI od grudnia 1945 do grudnia 1950, a następnie szef I Oddziału GZI. Odwołany ze stanowiska w grudniu 1952 roku. W raporcie tzw. komisji Mazura z 1957 wymieniony z nazwiska jako jeden z bezpośrednio odpowiedzialnych za inspirowanie i realizację wypaczonych metod pracy operacyjnej, które skutkowały skazywaniem ludzi niewinnych. W późniejszym okresie pełnił stanowisko sekretarza radcy ambasady w Sofii. Pochowany na cmentarzu Powązki Wojskowe w Warszawie (kwatera C35-10-3).
Syn Zygmunta i Ewy. Jego synem jest Edward Krzemień (ur. 1946), dziennikarz.

## Przekłady
- Paweł Weżinow, Nocą z białymi końmi, Teresa Dąbek-Wirgowa, Ignacy Krzemień (tłum.), Kolekcja Literatury Bułgarskiej, Warszawa: Państ. Instytut Wydawniczy, 1977, ISBN 978-83-06-00552-3. Brak numerów stron w książce
- Stanislav Stratiev, Genčo Uzunov (red.), St''ršel: humor spod Witoszy, Ignacy Krzemień (tłum.), Przedstawiamy Pisma Satyryczne Świata, Warszawa: Wydaw-a Artystyczne i Filmowe, 1979, ISBN 978-83-221-0009-7. Brak numerów stron w książce